# ESPN Boxer des Jahres
ESPN zeichnet unter anderem den Weltboxer des Jahres aus. In der folgenden Tabelle sind alle Boxer aufgelistet, die mit diesem Preis ausgezeichnet wurden:
| Weltboxer des Jahres | Weltboxer des Jahres     | Weltboxer des Jahres |
| Jahr                 | Boxer                    | Nationalität         |
| -------------------- | ------------------------ | -------------------- |
| 2000                 | Félix Trinidad           | Puerto-ricanisch     |
| 2001                 | Bernard Hopkins          | US-Amerikanisch      |
| 2002                 | Vernon Forrest           | US-Amerikanisch      |
| 2003                 | James Toney              | US-Amerikanisch      |
| 2004                 | Glen Johnson             | Jamaikanisch         |
| 2005                 | Ricky Hatton             | Britisch             |
| 2006                 | Manny Pacquiao           | Philippinisch        |
| 2007                 | Floyd Mayweather Jr.     | US-Amerikanisch      |
| 2008                 | Manny Pacquiao (2)       | Philippinisch        |
| 2009                 | Manny Pacquiao (3)       | Philippinisch        |
| 2010                 | Sergio Martínez          | Argentinisch         |
| 2011                 | Andre Ward               | US-Amerikanisch      |
| 2012                 | Nonito Donaire           | Philippinisch        |
| 2013                 | Floyd Mayweather Jr. (2) | US-Amerikanisch      |
| 2014                 | Terence Crawford         | US-Amerikanisch      |
| 2015                 | Saúl Álvarez             | Mexikanisch          |
| 2016                 | Carl Frampton            | Britisch             |
| 2017                 | Terence Crawford (2)     | US-Amerikanisch      |
| 2018                 | Oleksandr Usyk           | Ukrainisch           |
| 2019                 | Saúl Álvarez (2)         | Mexikanisch (2)      |
| 2020                 | n. a.                    | n. a.                |
| 2021                 | n. a.                    | n. a.                |
| 2022                 | Dmitri Biwol             | Russisch             |